# Vera Winter
Vera Winter (* 22. April 1951, geborene Vera Martini, später verheiratete Vera Missol) ist eine deutsche Badmintonspielerin.

## Karriere
Vera Winter wurde 1978 und 1979 deutsche Meisterin im Damendoppel. 1981 siegte sie im Mixed. Bei der Europameisterschaft 1976 gewann sie Bronze im Doppel mit Karin Kucki. Des Weiteren gewann sie die French Open und die USSR International.

## Sportliche Erfolge
| Saison    | Veranstaltung                            | Disziplin   | Platz | Name |
| --------- | ---------------------------------------- | ----------- | ----- | --- |
| 1967/1968 | Deutsche Einzelmeisterschaft U18         | Dameneinzel | 3     | Vera Martini (TuS Wiebelskirchen) |
| 1967/1968 | Deutsche Einzelmeisterschaft U18         | Damendoppel | 2     | Vera Martini / Elvira Reinsch (TuS Wiebelskirchen)                                                                                              |
| 1968/1969 | Deutsche Einzelmeisterschaft U18         | Damendoppel | 1     | Vera Martini / Elvira Reinsch (TuS Wiebelskirchen)                                                                                              |
| 1971/1972 | Deutsche Einzelmeisterschaft U22         | Dameneinzel | 1     | Vera Martini (TuS Wiebelskirchen) |
| 1972/1973 | Deutsche Einzelmeisterschaft U22         | Dameneinzel | 1     | Vera Martini (TuS Wiebelskirchen) |
| 1972/1973 | Deutsche Einzelmeisterschaft U22         | Mixed       | 1     | Arno Schley / Vera Martini (TuS Wiebelskirchen / TuS Wiebelskirchen)                                                                            |
| 1972/1973 | Deutsche Einzelmeisterschaft U22         | Damendoppel | 1     | Vera Martini / Monika Schönsteiner (TuS Wiebelskirchen)                                                                                         |
| 1974/1975 | Deutsche Einzelmeisterschaft             | Damendoppel | 2     | Karin Kucki / Vera Martini (1. BV Mülheim / TuS Wiebelskirchen)                                                                                 |
| 1974/1975 | Deutsche Einzelmeisterschaft             | Mixed       | 3     | Gerhard Kucki / Vera Winter (1. BV Mülheim / TuS Wiebelskirchen)                                                                                |
| 1975      | Schweden: Internationale Meisterschaften | Damendoppel | 3     | Karin Kucki / Vera Winter |
| 1975/1976 | Deutsche Einzelmeisterschaft             | Damendoppel | 2     | Karin Kucki / Vera Martini (1. BV Mülheim / TuS Wiebelskirchen)                                                                                 |
| 1976      | Europameisterschaft                      | Damendoppel | 3     | Karin Kucki / Vera Winter |
| 1976/1977 | Deutsche Mannschaftsmeisterschaft        | Mannschaft  | 2     | TuS Wiebelskirchen (Karl Geisler, Arno Schley, Helmut Streit, Georg Simon, Juniarto Suhandinata, Vera Martini, Ingeborg Schley, Monika Peiffer) |
| 1976/1977 | Deutsche Einzelmeisterschaft             | Damendoppel | 2     | Karin Kucki / Vera Martini (1. BV Mülheim / TuS Wiebelskirchen)                                                                                 |
| 1977      | USSR International                       | Damendoppel | 1     | Eva-Maria Kranz / Vera Martini |
| 1977/1978 | Deutsche Einzelmeisterschaft             | Damendoppel | 1     | Karin Kucki / Vera Martini (1. BV Mülheim / TuS Wiebelskirchen)                                                                                 |
| 1977/1978 | Deutsche Einzelmeisterschaft             | Dameneinzel | 2     | Vera Martini-Winter (TuS Wiebelskirchen) |
| 1977/1978 | Deutsche Mannschaftsmeisterschaft        | Mannschaft  | 2     | TuS Wiebelskirchen (Karl Geisler, Arno Schley, Helmut Streit, Georg Simon, Juniarto Suhandinata, Vera Martini, Ingeborg Schley, Monika Peiffer) |
| 1978/1979 | Deutsche Einzelmeisterschaft             | Damendoppel | 1     | Eva-Maria Kranz / Vera Martini (1. BC Beuel / TuS Wiebelskirchen)                                                                               |
| 1979      | French Open                              | Damendoppel | 1     | Ingrid Morsch / Vera Martini |
| 1980/1981 | Deutsche Einzelmeisterschaft             | Mixed       | 1     | Horst Lösche / Vera Martini (1. BV Mülheim / TuS Wiebelskirchen)                                                                                |
| 1981/1982 | Deutsche Mannschaftsmeisterschaft        | Mannschaft  | 2     | TuS Wiebelskirchen (Arya Aslim, Bam Bang Dihardja, Karl Geisler, Georg Simon, Vera Martini, Ingeborg Schley, Monika Peiffer)                    |
| 1984/1985 | Deutsche Einzelmeisterschaft             | Damendoppel | 3     | Christiane Ruß / Vera Martini (STC Blau-Weiß Solingen / TuS Wiebelskirchen)                                                                     |
| 1984/1985 | Deutsche Einzelmeisterschaft             | Mixed       | 3     | Georg Simon / Vera Martini (TuS Wiebelskirchen)                                                                                                 |